# Trichochermes jilinanus
Trichochermes jilinanus är en insektsart som beskrevs av Yang och Li 1985. Trichochermes jilinanus ingår i släktet Trichochermes och familjen spetsbladloppor. Inga underarter finns listade i Catalogue of Life.